# Brachycephalus leopardus
Espèce
Brachycephalus leopardus est une espèce d'amphibiens de la famille des Brachycephalidae.

## Répartition
Cette espèce est endémique de l'État du Paraná au Brésil. Elle se rencontre dans les municipalités de Guaratuba et de Tijucas do Sul.

## Description
Les 14 spécimens adultes observés lors de la description originale mesurent entre 9,7 mm et 11,9 mm de longueur standard.

## Étymologie
Le nom spécifique leopardus fait référence au genre Leopardus en raison de la coloration tachetée de cette espèce.

## Publication originale
- Ribeiro, Bornschein, Belmonte-Lopes, Firkowski, Morato & Pie, 2015 : Seven new microendemic species of Brachycephalus (Anura: Brachycephalidae) from southern Brazil. PeerJ, vol. 3, no e1011, p. 1–35 (texte intégral).